# غافين لين
غافين لين (بالإنجليزية: Gavin Lane)‏ (26 نوفمبر 1966 في جنوب أفريقيا - ) هو لاعب كرة قدم جنوب أفريقي في مركز الدفاع. شارك مع منتخب جنوب أفريقيا لكرة القدم. أما مع النوادي، فقد لعب مع أورلاندو بيراتس وموروكا سوالوز ونادي أمازولو وGiant Blackpool ‏.

## وصلات خارجية
- غافين لين على موقع الاتحاد الدولي (مؤرشف)  (الإنجليزية)
- غافين لين على موقع قاعدة بيانات كرة القدم.إي يو (الإنجليزية)